# Reńska Wieś (gromada w powiecie kozielskim)
Reńska Wieś – dawna gromada, czyli najmniejsza jednostka podziału terytorialnego Polskiej Rzeczypospolitej Ludowej w latach 1954–1972.
Gromady, z gromadzkimi radami narodowymi (GRN) jako organami władzy najniższego stopnia na wsi, funkcjonowały od reformy reorganizującej administrację wiejską przeprowadzonej jesienią 1954 do momentu ich zniesienia z dniem 1 stycznia 1973, tym samym wypierając organizację gminną w latach 1954–1972.
Gromadę Reńska Wieś z siedzibą GRN w Reńskiej Wsi utworzono – jako jedną z 8759 gromad na obszarze Polski – w powiecie kozielskim w woj. opolskim, na mocy uchwały nr VII/22/54 WRN w Opolu z dnia 4 października 1954. W skład jednostki wszedł obszar dotychczasowej gromady Reńska Wieś ze zniesionej gminy Reńska Wieś w tymże powiecie. Dla gromady ustalono 19 członków gromadzkiej rady narodowej.
31 grudnia 1959 do gromady Reńska Wieś włączono wieś Łężce, przysiółek Wygoda i osiedle Bytków ze zniesionej gromady Łężce w tymże powiecie.
1 stycznia 1969 do gromady Reńska Wieś włączono obszar zniesionej gromady Długomiłowice w tymże powiecie.
Gromada przetrwała do końca 1972 roku, czyli do kolejnej reformy gminnej. 1 stycznia 1973 w powiecie kozielskim utworzono gminę Reńska Wieś (od 1999 gmina znajduje się w powiecie kędzierzyńsko-kozielskim).